# 世界奇妙物語
《世界奇妙物語》（日语：／）是富士電視台製作的系列電視劇、電影及短篇，於1990年4月19日开始播出，一直是由塔摩利（日語：タモリ Tamori ，又譯作田森）担任主持。至今该节目每年在春季及秋季，分別播放春季特别篇及秋季特别篇，並由2011年起固定於周六Premium播出。
緊接著深夜節目《奇怪的事件》（奇妙な出来事）在更改節目名稱後播放。《世界奇妙物語特別編》在2000年11月3日開始電影化。2013年5月11日该节目迎来23年长寿节目的庆祝。
台灣在1994-1995年由國興衛視在深夜時段曾經以之名播出《世界奇妙物語》。
香港在2003、2008-2011、2023年由無线電視翡翠台及J2以之名播出。
台灣緯來日本台於2020年8月20日晚間10點起，以《世界奇妙物語》播出。

## 简介
作為「世界奇妙物语」前身的「奇妙事件」本身為深夜劇集，與美國陰陽魔界類似，以「潛藏在日常的恐怖」為主題，以每集一個故事的方式於1989年10月播出，並由齊木茂當敘述人。該劇很快就在年輕人之間受到歡迎，並成為富士電視台深夜節目黃金時期的代表節目。
由於深夜節目的預算低微，因此當時拍攝電視劇的都是一些年輕的工作人員，當中包括星護、落合正幸、飯田讓治等。亦有年輕的劇本家、大學的神秘研究會以及外行人士參與劇本創作。
後來因為原定在星期四晚上八時播出的電視劇被終止，於是將其移檔並改名為「世界奇妙物語」以作代替，於1990年4月以每集三個故事的形式播出。而敘述人由齊木茂改為塔摩利。
在1990年至1992年期間分別播出三季常規節目後，於1993年7月30日推出的《夏季特别篇》開始，往後每年均以特别篇形式製作播放。
在1995年開始變為春、秋、冬季特别篇，直至1997年更改為春、秋季特别篇。

## 演员
叙述人
演員：塔摩利
擔當故事開場白兼主持人，亦是引領普通人進入奇妙世界的「叙述人」。雖然大部分時間是跟電視觀眾交流故事背後映射的現實境況和道理，但亦有數次直接跟奇妙世界居民接觸，更直接地將他們化成自己收藏的「奇妙」故事一部分。
能夠化身成黑貓、烏鴉及蝴蝶，穿著打扮多數為黑色西裝以及黑色領帶或蝴蝶結。
在初期的常規播放系列中有暗示其「家族」及「戀人」的存在，不過在93年以後的特別篇系列開始，該設定被抹除，叙述人設定為成為「奇妙」的存在。
奇妙世界居民
「世界奇妙物語」裡故事的主角。大部分原本都是普通人，以為自己仍在普通日本社會生活，直到遭遇「奇妙」的一刻；少部分因著故事內世界早已大變，而初始就有擁有非一般能力和認知，但無改他們面對「正常」變得「奇妙」的巨大落差。

## 播放日期

### 常規播放
- 第1期：1990年4月19日 - 1990年9月20日（全39集）周四 20:00 - 20:54（54分钟）
- 第2期：1991年1月10日 - 1991年12月19日（全117集）周四 20:00 - 20:54（54分钟）
- 第3期：1992年4月16日 - 1992年9月17日（全19集）周四 20:00 - 20:54（54分钟）

### 春季特別篇
1991年4月4日（四）、1992年4月9日（四）、1994年3月30日（三）、1995年4月3日（一）、1996年3月25日（一）、1997年3月31日（一）、1998年4月8日（三）、1999年3月31日（一）、2000年3月27日（一）、2001年4月5日（四）、2002年3月27日（三）、2003年3月24日（一）、2004年3月29日（一）、2005年4月12日（二）、2007年3月26日（一）、2008年4月2日（三）、2009年3月30日（一）、2012年4月21日（六）、2013年5月11日（六）、2014年4月5日（六）、2016年5月28日（六）、2017年4月29日（六）、2018年5月12日（六）
- 19:00 - 20:54（114分・1991年4月4日（四）、1992年4月9日（四）放送回）
- 21:00 - 22:24（84分・1996年3月25日（一）放送回）
- 21:00 - 22:48（108分）
- 21:00 - 22:52（112分）
- 21:00 - 22:54（114分）
- 21:00 - 23:08（128分）
- 21:00 - 23:18（138分）
- 21:00 - 23:24（144分）
- 21:00 - 23:10（130分）
- 21:30 - 23:24（114分・1997年3月31日（一）放送回）
- 21:30 - 23:38（128分・1999年3月31日（三）放送回）

### 秋季特別篇
1990年10月4日（四）、1991年10月3日（四）、1994年10月10日（一）、1995年10月4日（三）、1996年10月2日（三）、1997年10月6日（一）、1998年9月25日（五）、1999年9月27日（一）、2000年10月4日（三）、2001年10月4日（四） - 10月5日（五）、2001年12月30日（日）（重播）、2002年10月3日（四）、2003年9月18日（四）、2004年9月20日（一）、2005年10月4日（二）、2006年10月2日（一）、2007年10月2日（二）、2008年9月23日（二）、2009年10月5日（一）、2011年11月26日（六）、2012年10月6日（六）、2013年10月12日（六）、2014年10月18日（六）、2016年10月8日（六）、2017年10月14日（六）
- 19:00 - 20:54（114分・1990年10月4日（四）、1991年10月3日（四）放送回）
- 21:00 - 22:24（84分・1994年10月10日（四）放送回）
- 21:00 - 22:48（108分・2003年9月18日（四）放送回）
- 21:00 - 22:54（114分）
- 21:00 - 23:02（122分・1998年9月25日（五）放送回）
- 21:00 - 23:08（128分）
- 21:00 - 23:18（138分）
- 21:00 - 23:24（144分）
- 21:00 - 23:10（130分）
- 21:03 - 23:08（125分・1995年10月4日（三）放送回）
- 21:30 - 23:24（114分・1997年10月6日（一）放送回）
- 21:30 - 23:30（120分・2005年10月4日（二）放送回）
- 21:30 - 23:55（145分・2000年10月4日（三）放送回）

### 其他特別篇
冬季特別篇
1991年1月3日（四）、1991年12月26日（四）、1992年12月30日（三）、1994年1月6日（三）、1995年1月4日（四）、1996年1月4日（四）（計32集）
仲夏特別篇
1993年7月30日（五）（計5集）
七夕特別篇
1994年7月7日（四）（計3集）
平安夜特別篇
1996年12月24日（二）（計5集）
電影特別篇
2000年11月3日（五）（電影公映）、2003年7月12日（六）（富士電視台播映）（計4集）
SMAP特別篇
2001年1月1日（一）、2008年4月28日（一）（計5集）
15周年特別篇
2006年3月28日（二）（計5集）
世界奇妙物語 20週年春季特別篇 〜熱門節目競演篇〜
2010年4月4日（日）（計5集）
世界奇妙物語 20周年秋季特別篇 ~人氣作家競演編〜
2010年10月4日（一）（計5集）
世界奇妙物語 21世紀 21週年特別編
2011年5月14日（六）（計5集）
世界奇妙物語 25週年春季特別篇～人氣漫畫家競賽篇～
2015年4月11日（六）（計5集）（富士電視台播映）
面	
原作 - 永井豪 《面》
地縛者	
原作 - 伊藤潤二《地縛者》
橡膠男	
原作 - 尾田榮一郎《ONE PIECE》
蟲之家	
原作 - 楳圖一雄《蟲之家》
相信自己的男人	
原作 - 石川雅之《相信自己的男人》
世界奇妙物語25周年記念! 秋季2週連續SP ~傑作復活篇~
2015年11月21日（六）（計5集）
過去作品中由觀眾人気投票，從前30部作品選出重拍~
1位-「イマキヨ さん」（主演：野村周平／2006年3月28日放送・松本潤主演）、
4位-「昨日公園」（主演：有村架純／2006年10月2日放送・堂本光一主演）、
6位-「ズンドコベロンチョ」（主演：藤木直人／1991年4月18日放送・草刈正雄主演）、
26位-「出賣回憶的男人」（主演：木梨憲武／1994年10月10日放送・小堺一機主演）、
27位-「正午的決鬥」（主演：和田アキ子／1992年6月11日放送・玉置浩二主演）
世界奇妙物語25周年記念! 秋季連續2週SP ~電影導演篇~
2015年11月28日（六）（計5集）
「バツ」（監督：山崎貴、主演：阿部サダヲ）
「幸せを運ぶ眼鏡」（監督：本広克行、主演：妻夫木聡）
「箱」（監督：佐藤嗣麻子、主演：竹内結子）
「事故物件」（監督：中田秀夫、主演：中谷美紀）
「嘘が生まれた日」（監督：清水崇、主演：満島真之介）

## 傳說中的最終話
原本本劇預定在1991年12月26日播出的「91年冬季特别篇」後結束，於當日日本報紙的電視節目欄也於節目名後寫上代表最終回的「終」。
但是電視台在接棒節目「大人不知道的事（大人は判ってくれない） 」播出前臨時決定製作新一期，因此「大人不知道的事」改成為在下一期播出前的期間新節目，而世界奇妙物語第三期「92年冬季特别篇」於1992年4月9日播出。
而於1992年4月9日的報紙電視節目欄中，其標題前也寫上代表新節目的「新」。

## 收视率

### 常規節目時代
- 初回收視率：14.3%（1990年4月19日播放，「恐怖的手感」、「馬奇奧傳聞」、「楊貴妃的雙六棋」）
- 最高收視率：25.3%（1991年3月21日播放，「午夜」、「鏡子」、「記不起來」）
- 最低收視率：11.0%（1990年7月12日播放，「一人一半」、「壞習慣」、「愛到死」）
  - 關東地區的最低收視率為7.7%，於1992年12月7日播放。
- 最終回收視率
  - 第1期：18.9%（1990年10月4日播放，90年秋季特別篇「絶對不要!」、「深夜來電」、「門的那一邊」、「代打有打全壘打嗎？」、「幸福的選擇」）
  - 第2期：18.3%（1991年12月26日播放，91年冬季特別篇「王將」、「凌晨3時的敲門聲」、「犬之穴」、「23分鐘的奇跡」、「祝我家生日快樂」）
  - 第3期：17.2%（1992年12月30日播放，92年冬季特別篇「妄想特快車」、「48年的約定」、「倫敦是仿造不來的」、「穴」、「我是嬰兒」、「潛意識」）
- 平均收視率
  - 第1期：16.1%
  - 第2期：22.1%
  - 第3期：16.1%

### 特別篇時代
- 最高收視率：23.2%（1995年4月3日播放 1995年春季特別篇「戒指」、「友子的長朝」、「廁所的塗鴉」、「在笑的頭腦」、「地圖上沒有的小鎮」）
- 最低收視率：10.1%（2015年11月28日播放25周年記念! 秋季連續2週SP 電影導演篇「箱子」、「幸福眼鏡」、「事故物件」、「X」、「謊言誕生之日」）
- 平均收視率：16.1%（1993年盛夏季特別篇直至2016年秋季特別篇）

## 导演
由於「世界奇妙物語」每集都會分為不同類型的故事，為了讓每個故事都有自己獨立的世界觀，所以並沒有主導演的存在。但其中也有一些長期拍攝節目的導演。

### 主要導演
落合正幸（1990年 - 2003年、2012年）
- 在「世界奇妙物語」裡執導了三十六部作品，其中以恐怖故事居多並以此得到很高的評價。

星護（1990年 - 2008年）
- 執導的「世界奇妙物語」的故事多數都擁有獨特的映像，角色存在的時空多數不是普通的街道，而是異世界的廢墟之煩。

鈴木雅之（1990年 - 現在）
- 擅於利用畫面上作出獨特的世界觀，並在故事裡發展出喜劇元素。

小椋久雄（1990年 - 2003年）
- 與富士電視台職員一起於當時以CG創作出代表了「世界奇妙物語」的OP及ED。雖然現在CG是很常見的效果，但在九十年代初是十分創新的事物。
- 自從年輕的時候當過執導來自北國的杉田成道的助導後，在拍攝前經常會重覆排演，最有名的是同一場景重覆排演了20次以上。

植田泰史（2002年 - 2016年）
- 於1990年曾經以助監督身份參與節目，從2002年開始以故事「能聽到聲音」加入「世界奇妙物語」的導演行列，當年因起用極高人氣的聲優林原惠演出劇集裡的聲音而引起話題。
- 直到2016年為止，每年都以導演的身份參與節目，14年間總共監督了19部作品。

## 電影特别篇
電影版是為了紀念電視版「世界奇妙物語」於2000年播放十周年而製作，內容由五個不同的故事的故事所組成，並於2000年11月3日在日本上映。

### 故事

#### 序章
在滂沱大雨之下，有數人躲在車站裡避雨。其中一名青年在百無聊賴之下開始說起恐怖故事，但是怎樣也記不起結局。這個時候敘述人突然出現……

##### 演員
- 敘述人：塔摩利
- 青年：山本耕史
- 搖滾男：佐藤隆太
- 上班族男人：相島一之
- 情侶（男）：正名僕藏
- 情侶（女）：岩崎道子
- 老人：谷津勲

#### 雪山凶靈
一架飛機失事並墜落到雪山之中，當中只有五名男女生還。其中麻里的腳受傷無法行走，在五人尋找避難場所其間，因為大雪的關係，決定把麻里活埋並繼續尋找路程。後來當四人終於找到山中小屋避難後，麻里的友人美佐折返想要把麻里挖出救走，卻反而不小心把其殺掉……

##### 演員
- 木原美佐：矢田亞希子
- 結城拓郎：鈴木一真
- 真邊春臣：寶田明
- 山内義明：大杉漣
- 近藤麻里：中村麻美

#### 手機將軍
在古時名不經傳、懦弱無能的暫代將軍大石内藏助，某一天意外地撿到一部無線電話，電話裡另一邊的是身處未來的人，並通過電話向他泄露天機，讓他改變歷史……

##### 演員
- 大石内藏助：中井貴一
- 阿軽：奥菜惠
- 理玖：戸田恵子
- 電話另一頭的男子：八嶋智人

#### 棋幻之戰
曾經的棋王加藤晃過去在一次國際棋赛裡，因為慘被電腦打敗而自暴自棄放棄下棋。直至三年後，一名神秘人逼他再度重回棋盤之前，他的所有棋子都變成身邊的親友，若走錯一步，所有人都會壯烈犧牲……

##### 演員
- 加藤晃：武田真治
- 老人：石橋蓮司

#### 模擬結婚程式
千晴跟有一在雨天之中到戲院避雨而相識相戀，很快二人便決定結婚。但在結婚前二人選擇體驗一場由電腦模擬二人婚後生活的未來，在醒過後發現婚後生活並不如想像中美好的千晴決定跟有一分手。然而千睛並無法輕易忘記對方……

##### 演員
- 高城千晴：稻森泉
- 德永有一：柏原崇

### 工作人員
- 監督：

落合正幸（雪山凶靈）、鈴木雅之（手機將軍）、星護（CHESS）、小椋久雄（模擬結婚程式）
- 劇本：

鈴木勝秀（雪山凶靈）、君塚良一（手機將軍）、
中村樹基（棋幻之戰）、相沢友子（模擬結婚程式）、三谷幸喜（序章）
- 音樂：

蓜島邦明（雪山凶靈、手機將軍）、 佐橋俊彦（棋幻之戰、模擬結婚程式）
- 製片：

小牧次郎、石原隆、岩田祐二、井口喜一
- 助理製片：

瀧山麻土香、關口大輔
- 製作協力：田辺AGENCY
- 製作著作：富士電視台、波麗佳音、IMAGICA、共同電視台、東寶、日活

## 爭議事件

### 「地獄計程車」翻案裁判
於1995年10月4日播出的「秋季特別篇」後，日本漫畫家釋英勝於隔年的6月15日向為富士電視台及共同電視台編寫劇本的中村樹基提出訴訟，指該集其中一個故事「地獄出租車」在沒有獲得許可下，改編自自己筆下的作品「Happy People」第二卷裡的短篇「醫生，是我啊！」。為此要求對方分別於朝日新聞、每日新聞及讀賣新聞三份報紙上刊登道歉啟事，以及侵害改編權的損失賠償、侵害作者人格權的賠償費以及律師費用合共1122萬日元的損害賠償。
但是經過多次翻案判决，最後東京地方裁判所在1998年6月29日作出判决，以「雖然電視劇跟漫畫中的『表現的本質的特徴』有爭論點，但不能否定有可能以幾本不同的書籍作為參考的可能性，因此無法定論能從電視劇中感到漫畫的表現上的根本特徵。」為由，而否決原告方面的請求。
而在此訴訟案後，「地獄計程車」並沒有被重播過。

### 棒球比賽插播事件[2]
於2001年10月4日的「秋季特別篇」時，當播出一半的第二個故事「復仇秀」在廣告結束後，突然插入「養樂多vs阪神」戰的棒球直播比賽。
棒球比賽於插播時已經進入第九局，當時兩隊正處於平手的緊張狀態，如果其中一隊得分賽事便會完結。然而最後因為當局無法分出勝負，賽事延長，直到第十二局雙方依然平分之下完結賽事。
在棒球比賽結束後，電視台繼續播放接續的內容，節目因此由原定的晚上十一時左右結束推遲到凌晨一時左右結束。事後富士電視台收到約一萬五千份「因為棒球比賽的插播而沒有看到最後」的意見，故在同年12月30日下午三時於關東地區重播該集。

## 衍生作品
由於本劇從播出到現在已經超過500集，當中涉及的工作人員、演員等的相關人數十分龐大，另加上某些故事的版權、訴訟或投訴等的問題，因此當中大概有四分一的作品並沒有重播以及收錄。
日本電視台播放：
1989-10-09 奇怪的事件
1990-04-19 世界奇妙物語
1991-01-10 世界奇妙物語2
1992-04-16 世界奇妙物語3
1993年7月30日-仲夏特別篇
1994年7月7日-七夕特別篇
1995-04-03 世界奇妙物語 `95春之特別篇
1996年12月24日-平安夜特別篇
2000年11月3日 電影特別篇、2003年7月12日（富士電視台播映）
2001-01-01 世界奇妙物語 SMAP之特別篇
2001-04-05 世界奇妙物語 `01 春の傑作選，
2001-10-04 世界奇妙物語 '01 秋之特別編
2002-03-27 世界奇妙物語 2002春之特別篇，
2002-10-03 世界奇妙物語 2002秋之特別編
2003-03-24 世界奇妙物語`03春之特別篇，
2003-09-18 世界奇妙物語 2003秋之特別編
2004-03-29 世界奇妙物語2004春之特別篇，
2004-09-20 世界奇妙物語2004秋之特別篇
2005-04-12 世界奇妙物語2005春之特別篇，
2005-10-04 世界奇妙物語2005秋之特別篇
2006-03-28 世界奇妙物語15週年之特別篇，
2006-10-02 世界奇妙物語2006秋之特別篇
2007-03-26 世界奇妙物語2007春之特別篇，
2007-10-02 世界奇妙物語2007秋之特別篇
2008-04-02 世界奇妙物語2008春之特別篇，
2008-09-23 世界奇妙物語2008秋之特別篇
2009-03-30 世界奇妙物語2009春之特別篇，
2009-10-05 世界奇妙物語2009秋之特別篇
2010-04-04 世界奇妙物語20週年春SP ~熱門節目競賽篇，
2010-10-04 世界奇妙物語20週年秋SP ~人氣作家競演編

2011-05-14 世界奇妙物語 21世紀21年目的特別編，
2011-11-26 世界奇妙物語 2011年秋之特別編

2012-04-21 世界奇妙物語 '12年春之特別篇，
2012-10-06 世界奇妙物語 '12年秋之特別篇
2013-05-11 世界奇妙物語 `13 春之特別篇，
2013-10-12 世界奇妙物語`13 秋之特別編
2014-04-05 世界奇妙物語`14春之特別編，
2014-08-08 不可思議的夏天，
2014-10-18 世界奇妙物語`14 秋之特別編

2015-04-11 世界奇妙物語 25週年春之特別篇，
2015-11-21 世界奇妙物語 25週年秋～傑作復活編，
2015-11-28     2週連続SP 25週年秋～映畫監督編

2016-05-28 世界奇妙物語`16 春之特別篇，
2016-10-08 世界奇妙物語`16 秋之特別篇
2017-04-29 世界奇妙物語`17 春之特別篇，
2017-10-09 世界奇妙物語`17 深夜特別編，
2017-10-14 世界奇妙物語`17 秋之特別篇

### 錄影帶（VHS）
世界奇妙物語 vol.1 - 4（全12話・定價各9800日圓。）
vol.1（1991年8月7日發售。收錄時間56分鐘）
「絶對不要!」、「馬奇奧傳聞」、「幸福的選擇」
AVANT故事「中途下車」（90年秋季特別篇）
vol.2（1991年8月7日發售。收錄時間58分鐘）
「門的那一邊」、「代打有打全壘打嗎？」、「深夜來電」
AVANT故事「4個顯示器」（第1回）
vol.3（1991年9月21日發售。收錄時間64分鐘）
「大預言」、「國王的耳朵是驢耳朵」、「回不去」
AVANT故事「無底泥沼」（第2回）
vol.4（1991年9月21日發售。收錄時間59分鐘）
「再見6年2班」、「惡魔電子遊戲」、「復仇俱樂部」
AVANT故事「請用食指點下」（第5回）
世界奇妙物語 錄像特別篇 vol.1 - 3（全15話・2000年11月15日發售。定價9800円）
為配合電影版上映推出三卷傑作集錄影帶，收錄1994年至1999年其間播出的特別篇共15個故事。
vol.1（收錄時間94分鐘）
「瘋狂的愛」、「友子的長夜」、「門的另一邊」、「病毒」、「自殺悲願」
vol.2（收錄時間98分鐘）
「管理人」、「完全治療法」、「小望，向西走」、「那個女人還沒死」、「2040年的聖誕節」
vol.3（收錄時間109分鐘）
「希望之夢」、「程序警察」、「有期徒刑30日」、「老師的『那些事』」、「受傷」
世界奇妙物語 錄像特別篇 電影特別篇
（全4話・2001年5月1日發售。定價16000円、收錄時間120分鐘。）
為了紀念在2000年而製作的電影版的錄影帶版。但只限租借用。
世界奇妙物語 導演剪接特別篇
（全2話・2001年5月1日發售。定價6800円、收錄時間60分鐘）
收錄了『電影特別篇』當中「雪山」及「手機將軍」的導演剪接版。
世界奇妙物語 免費錄像特別篇（宣傳用）
為了宣傳電影版而與TSUTAYA合作，
免費限定借出的錄影帶。
世界奇妙物語 SMAP特別篇（全5話・2002年8月23日發售。定價9800円、收錄時間130分鐘）
收錄2001年元旦播出的SMAP特別篇，全部故事由SMAP成員各自演出。但由於版權問題，所以該錄影帶由傑尼斯事務所發售，亦是SMAP目前唯一被數碼化的電視節目。

### DVD
世界奇妙物語電影特別篇（全4話）
為了紀念在2000年而製作的電影版的DVD版。
- DVD版同時收錄了電影預告。

世界奇妙物語SMAP特別篇
2002年8月23日發售。定價3990円、收錄時間130分鐘
- DVD版同時收錄了發售廣告。

世界奇妙物語 15周年特別篇（全5話）
2006年11月15日發售。定價3990円、收錄時間120分鐘
世界奇妙物語 2006秋季特別篇（全5話）
2007年4月27日發售。定價3990円、收錄時間115分鐘
世界奇妙物語 vol.1 - 4  DVD復刻版。
2007年10月17日發售。定價各2625円、收錄時間共237分鐘
世界奇妙物語 影像特別篇 vol.1 - 3  DVD復刻版。
2008年4月2日發售。定價各2940円、收錄時間共301分鐘
世界奇妙物語 2007春季特別篇（全5話）
2007年10月17日發售。定價3990円、收錄時間115分鐘
世界奇妙物語 2007秋季特別篇（全5話）
2008年4月2日發售。定價3990円、收錄時間100分鐘
世界奇妙物語 2008春季特別篇（全5話）
2008年10月1日發售。定價3990円、收錄時間100分鐘
世界奇妙物語 2008秋季特別篇（全5話）
2009年5月20日發售。定價3990円、收錄時間115分鐘
世界奇妙物語 2009春季特別篇（全5話）
2009年10月21日發售。定價3990円、收錄時間115分鐘
世界奇妙物語 2009秋季特別篇（全5話）
2010年2月17日發售。定價3990円、收錄時間115分鐘
世界奇妙物語 20周年春季特別篇（全5話）
2010年9月15日發售。定價3990円、收錄時間100分鐘
世界奇妙物語 20周年秋季特別篇（全5話）
2011年6月15日發售。定價3990円、收錄時間114分鐘
世界奇妙物語 21世紀21周年特別篇（全5話）
2011年11月12日發售。定價3990円、收錄時間107分鐘
世界奇妙物語 2011秋季特別篇（全5話）
2012年5月16日發售。定價3990円、收錄時間107分鐘
世界奇妙物語 2012春季特別篇（全5話）
2012年10月17日發售。定價3990円、收錄時間106分鐘
世界奇妙物語 2012秋季特別篇（全5話）
2013年8月7日發售。定價3990円、收錄時間106分鐘
世界奇妙物語 2013春季特別篇（全5話）
2013年11月6日發售。定價3990円、收錄時間106分鐘

### 書籍
小說
「世界奇妙物語」小說版（太田出版 1 - 11卷、A - D卷、I - IV卷）
於1990年開始將播文中及已完結的故事逐一出版，不過故事內容的推進過程及結局跟電視版有出入。
1卷 1990年10月
中井紀夫「儲物櫃」、「屍臭」、「『親熱』的家人」、「丟不掉的垃圾」、「恐怖的手感」「禮物」，另外收錄了中井紀夫原創小說「友人」
2卷 1990年12月
野沢博史、山本英則「大受注目（電視標題為「大受注目的男人」）」、「一人一半」、「猿之手」、「壞習慣」、「惡魔電子遊戲」、「兇手一定會困惑（電視標題為「兇手一定會後悔」）」、「愛到死」、「送不到的信」
3卷 1991年1月
小沢淳「令人窒息的餐桌」、「回不去」、「未見過的我（電視標題為「整形手術」）」、「黑暗中的精靈」、「再見6年2班」、「國王的耳朵是驢耳朵」，另外收錄了小沢淳原創小說「魔鬼新娘」
4卷 1991年2月
小野雅弘「行走的屍體」、「大預言」、「入池（電視標題為「人面草」）、「馬奇奧傳聞」、「過遲的戀人」、「掃墓」，另外收錄了小野雅弘原創小說「單向電話」
5卷 1991年3月
野沢博史「進入瞳孔」、「山頂的茶屋」、「電話答錄機」、「木芥子谷」、「廢校第七大傳說」，另外收錄了野沢博史原創小說「殺人打字機」及「往檀香山出發的444號航班機」
6卷 1991年5月
中井紀夫「黑魔法」、「八時四十五分（電視標題為「8時50分」）」、「石田代理部長的災難」、「竊聽器（電視標題為「竊聽器的怪事」）」、「像過去一樣」，另外收錄了中井紀夫原創小說「很癢！」及「晚上的殺人者(後來於2009年拍成春季特別篇的「午夜慘案」)」
7卷 1991年7月
大場惑「聽不懂的語言」、「噴嚏（電視標題為「停止時間』）」、「新娘二人（電視標題為「還有一人的婚禮」）」、「言聽計從的孩子」、「換裝玩偶」，另外收錄了大場惑原創小說「牛跨讀書會指南」及「夜晚集合」
8卷 1991年9月
田村章「電話卡」、「囚徒」、「直播殺人直至早上」、「考生」、「奇跡之子」、「占卜道具」，另外收錄了田村章原創小說「大里先生的本意」
9卷 1991年10月
野沢博史「目撃者」、「女優」、「無聊的男人」、「心靈照片」、「祕密的花園」，另外收錄了野沢博史原創小說「桃子的電話卡」及「『親子畫面』綜合症」
10卷 1991年11月
井上雅彦「傳言板」、「笑著的女人」、「爸爸是犯罪者」、「自助洗衣店」、「小白鼠」，另外收錄了井上雅彦原創小說「老早過萬聖節」及「殘餘文字」
11卷 1992年2月
矢口卓「家族的肖像」、「整理癖」、「從未打開的平交道」、「40年」、「飲料（電視標題為「人格改造飲料」）」，另外收錄了矢口卓原創小說「吉戈特與斯米諾伏特加與G線上的冰箱」及「盛夏的Merry Christmas」
A卷 1992年4月
野沢博史「另一人！？（電視標題為「另一人」）、「家庭短劇」、「神」、「蜜月」、「通緝佐藤（電視標題為「佐藤。通緝』）」，另外收錄了野沢博史原創小說「胎兒報仇」及「喂喂靈」
B卷 1992年5月
大場惑「給那人傳達（電視標題為「地獄郵箱」）」、「替身（電視標題為「替代」）、「鏡子呀鏡子（電視標題為「顫抖的愛」）、「節省不必要開支」、「笑的天才」，另外收錄了大場惑原創小說「不行！」及「感到為難的老人」」
C卷 1992年7月
田村章「逆探知」、「不被注意到的男人」、「臉」、「想要回到那一天」、「美好的假日」，另外收錄了田村章原創小說「尋求失去的文字」及「櫻桃忌的戀人」
D卷 1992年10月
井上雅彦「乒桌球乓島」、「埋伏」、「喝水的男人」、「顔色」、「環保紙」，另外收錄了井上雅彦原創小說「杜莎小姐」及「魔女的蜂巢」
I卷 1992年12月
1卷的文庫版。
II卷 1993年6月
6卷的文庫版。
III卷 1993年11月
7卷的文庫版。
IV卷 1994年2月
10卷的文庫版。

「世界奇妙物語 小説特別篇」
「再生」、「悲鳴」、「遺留品」、「赤」、「北川悦吏子特別篇」。由角川恐怖文庫出版
小説特別篇
收錄了「電影特別篇」的四個故事。
再生
「再生」、「交友登記」、「股票男」、「太平洋在燃燒嗎？」、「心臓的回憶」
悲鳴
「悲鳴」、「連續劇症候群」、「復仇秀」、「奶奶」、「奇跡之女」
遺留品
「遺留品」、「奇怪的小鎮」、「蜥蜴的尾巴」、「夜行列車上的男人」、「人孔蓋」
赤
「赤」、「錄用考試」、「太過無知的男人」、「連載小說」、「昨天的你是另一個你、明天的我是另一個我」
北川悦吏子特別篇
將由北川悦吏子編寫的八個劇本小說化，執筆者為小泉紫。
「世界奇妙物語 劇集小說化 恐懼的開始篇」（2017年3月　集英社）
「到7歲的話」、「猜拳」、「家族的肖像」、「馬奇奧傳聞」
漫畫
COMIC 世界奇妙物語（1990年 扶桑社）
「楊貴妃的雙六棋」、「死後的煩惱」及「馬奇奧傳聞」3本漫畫化
世界奇妙物語 漫畫特別篇（2000年 角川書店）
為了配合電影版上映而推出的漫畫版，内容為電影裡的四個故事。
世界奇妙物語 雜誌特別篇（2000年 角川書店）
為了配合電影版上映，漫畫雜誌「The Horror」推出特別企劃，並沒2000年12月刊登。作品收錄了「牆壁的小説」、「影子拳擊手」等共7個故事。另有亦有「世界奇妙的你的日常」、「給你送上最完美的作品就是它！」等等的企劃
世界奇妙物語　漫畫特別篇（2001年 角川書店）
從上面「世界奇妙物語 雜誌特別篇」七個故事當中選出四個作漫畫化。
世界奇妙物語 漫畫雜誌篇（2017年 講談社）
為了紀念「世界奇妙物語」二十五周年而在2015年開始將其漫畫化，作畫為志水明，並於2017年4月集結成書出版。
「美女罐」
原著電視劇於2005年4月12日播放，主演為妻夫木聰。於2015年11月18日在週刊少年Magazine刊登。
「埋伏點」
春名功武原作、藏人幸明構成、志水明作畫。於2015年11月25日在週刊少年Magazine刊登。
「我是女演員」
原著電視劇於1999年9月27日播放，主演為菅野美穗。於2015年11月21日在手機應用程式「MangaBox」公開。
「雙關語禁止令」
原著電視劇於1998年9月25日播放，主演為小野武彦。於2016年5月18日在週刊少年Magazine刊登。
「埋伏點-大橋家篇-」
原著小說。
其他
奇妙劇場vol.1 〜十一個故事〜 （太田出版 1991年）
由太田出版的小說版「世界奇妙物語」發行、由十一名恐怖作家創作的故事集。當中大場惑的「新聞大叔」及高井信的「世界奇遇物語（電視標題為「奇遇」）被電視劇化。
奇妙劇場vol.2 〜悠長假期〜 （太田出版 1991年）
奇妙劇場vol.3 〜少年時代〜 （太田出版 1991年）
世界奇妙書 世界奇妙物語1990‐2000（2000年）
為了配合電影版上映，將1990年至2000年十年間的歷史結錄成書，從演員、劇作家、作品的系統、美術，監督的採訪等的角度多方面分析著本電視節目。執筆者為高倉文紀等人。

## 海外版

### 韓國版
於2004年SBS電視台重拍世界奇妙物語，並作為正規節目播出，但最後因為該節目的收視不理想而改為共四集的特別節目播出。
而原本第一話是翻拍由香取慎吾主演的「臨時演員」，但後來因為傑尼斯事務所的版權問題，最後該集沒有播放。

#### 星期五懸念（2004年7月16日播出）
- 「午夜DJ」（申成宇主演）
- 「想要追上」（朴恩惠主演）

#### 誰都不知道的話（2004年10月8日播出）
- 「太過無知的男人」（崔成国主演）
- 「出租愛情」（金甫炅主演）

### 中國版
2014年由愛奇藝、亞細亞傳媒及富士电視台三間公司聯合製作了網絡劇「不可思議的夏天」。该片以日本版《世界奇妙物語》劇作家及導演、演員古川雄輝以及中國演員为陣容演出。
與日本版不同，劇集中由「圖書館館理員」介紹每回一冊的故事，而且自己也作為「故事」裡的主角演出。
劇集於2014年8月在中國國內播放。2015年7月在富士電視台以配音版播出。

#### 播放集數
| 集數   | 標題           | 劇本       | 導演       | 主演         |
| ------ | -------------- | ---------- | ---------- | ------------ |
| 第1話  | 秘密郵購       | 政地洋佑   | 久保田哲史 | 鈕寶平       |
| 第2話  | 自己的影子     | 女里山桃花 | 久保田哲史 | 陶慧         |
| 第3話  | 清晰的夢       | 宮脇卓也   | 久保田哲史 | 李夢         |
| 第4話  | 慕名信         | 宮脇卓也   | 久保田哲史 | 馬思純、王野 |
| 第5話  | 搜索依賴症     | 坂野裕子   | 桂言       | 彭曉舟       |
| 第6話  | 人生教科書     | 宮脇卓也   | 久保田哲史 | 陳昊         |
| 第7話  | 解體少女       | 女里山桃花 | 桂言       | 王怡         |
| 第8話  | 監禁           | 宮脇卓也   | 桂言       | 匡冠榮       |
| 第9話  | 分享生命       | 坂野裕子   | 久保田哲史 | 雷牧         |
| 第10話 | 神秘石像       | 女里山桃花 | 桂言       | 喬喬         |
| 第11話 | 五分鐘         | 正岡謙一郎 | 桂言       | 李翰臣       |
| 第12話 | 理想女友       | 女里山桃花 | 桂言       | 王家強       |
| 第13話 | 人生銀行       | 女里山桃花 | 久保田哲史 | 王傳君       |
| 第14話 | 永不消失的女人 | 政地洋佑   | 久保田哲史 | 葉祖新       |
| 第15話 | 行星碎片       | 宮脇卓也   | 久保田哲史 | 古川雄輝     |

## 主要工作人员
- Avant-title：共同電視台
- 協助：Basis、VASC、FUJI ART、NKL、國際放映、日活撮影所、（有）REMIX、日本映像Creative、自由廊、高橋Racing、NICE DAY、Komaden、東映東京撮影所
- 製作協力：田邊AGENCY
- 製作：[富士電視台製作中心
- 版權所有：富士電視台（版權）、共同テレビ（版權所有）

### 常規播放
- 企劃：小牧次郎・石原隆（共にフジテレビ）
- 音樂：蓜島邦明
- 服飾協助（塔摩利擔當）：木下勝之
- CG：大村卓、佐佐木語

## 脚注、参考来源
1. ↑  過去には、東映、日活、大映テレビ、東宝、カノックス、PDS、セントラル・アーツ、オフィス・トゥー・ワン、テレパック、アズバーズ、ニユーテレス、ポニーキャニオン、IMAGICAなどが当番組の制作に携っていた。
2. ↑  . テレビドラマデータベース. 2015-05-11  [2017-04-24]. （原始内容存档于2020-11-03）.

## 作品的變遷
| 日本 富士電視台 星期四20:00 | 日本 富士電視台 星期四20:00 | 日本 富士電視台 星期四20:00 |
| --------------------------- | --------------------------- | --------------------------- |
|                             | 世界奇妙物語 （第1期）      |                             |
|                             |                             |                             |
| 日本 富士電視台 星期四20:00 |                             |                             |
|                             | 世界奇妙物語 （第2期）      |                             |
| 日本 富士電視台 星期四20:00 |                             |                             |
|                             | 世界奇妙物語 （第3期）      | （第1期）                   |

| 香港 高清翡翠台 星期六午夜連續劇                          | 香港 高清翡翠台 星期六午夜連續劇            | 香港 高清翡翠台 星期六午夜連續劇                                   |
| --------------------------------------------------------- | ------------------------------------------- | ------------------------------------------------------------------ |
|                                                           | 奇幻世紀 （2009.11.14 - 2009.12.05）        |                                                                    |
| 熱血仁心 （2009.08.22 - 2009.11.07）                      | CHANGE （2009.12.19 - 2010.02.20）          |                                                                    |
| 遺留搜查 （2011.09.10 - 2011.11.19）                      |奇幻世紀 - 迷陣 （2011.11.26）奇幻世紀 - 異域 （2011.12.03） | 仁醫 （2011.12.17 - 2012.01.28） 仁醫2 （2012.02.04 - 2012.03.17） |
| 香港 無綫電視J2 星期一、二 22:30-23:30                    |                                             |                                                                    |
| 擊夢擂台 （2010.01.04 - 2010.03.30）                      | – 迷陣 （2010.04.05 - 2010.04.06）          | 原來是美男 （2010.04.12 - 2010.05.13）                             |
| 香港 無綫劇集台 星期日17:30-19:15及23:30-01:15            |                                             |                                                                    |
| 決定不哭的日子 （2011.01.23 - 2011.02.13） （2011.02.20） |奇幻世紀 - 枷鎖 （2011.02.27）                       | （2011.03.06 - 2011.04.03）                                        |